# Kostel svatého Jakuba Staršího (Horní Libchava)
Kostel svatého Jakuba Většího, někdy uváděný též jako kostel svatého Jakuba Staršího, je římskokatolický farní kostel v Horní Libchavě na Českolipsku v Libereckém kraji, který Spadá pod správu hornolibchavské farnosti se sídlem v České Lípě. Kostel, postavený roku 1736 v barokním slohu, je chráněný jako kulturní památka.

## Historie
Existence hornolibchavského kostela je písemně poprvé uvedena v rejstříku papežských desátků z roku 1352. Jeho výstavba pravděpodobně souvisí s vybudováním nedalekého hradu Klinštejna, který byl poprvé písemně zmíněn v roce 1339. Patrocinium kostela, tj. jeho zasvěcení svatému Jakubu Většímu, je doloženo již z roku 1372. 

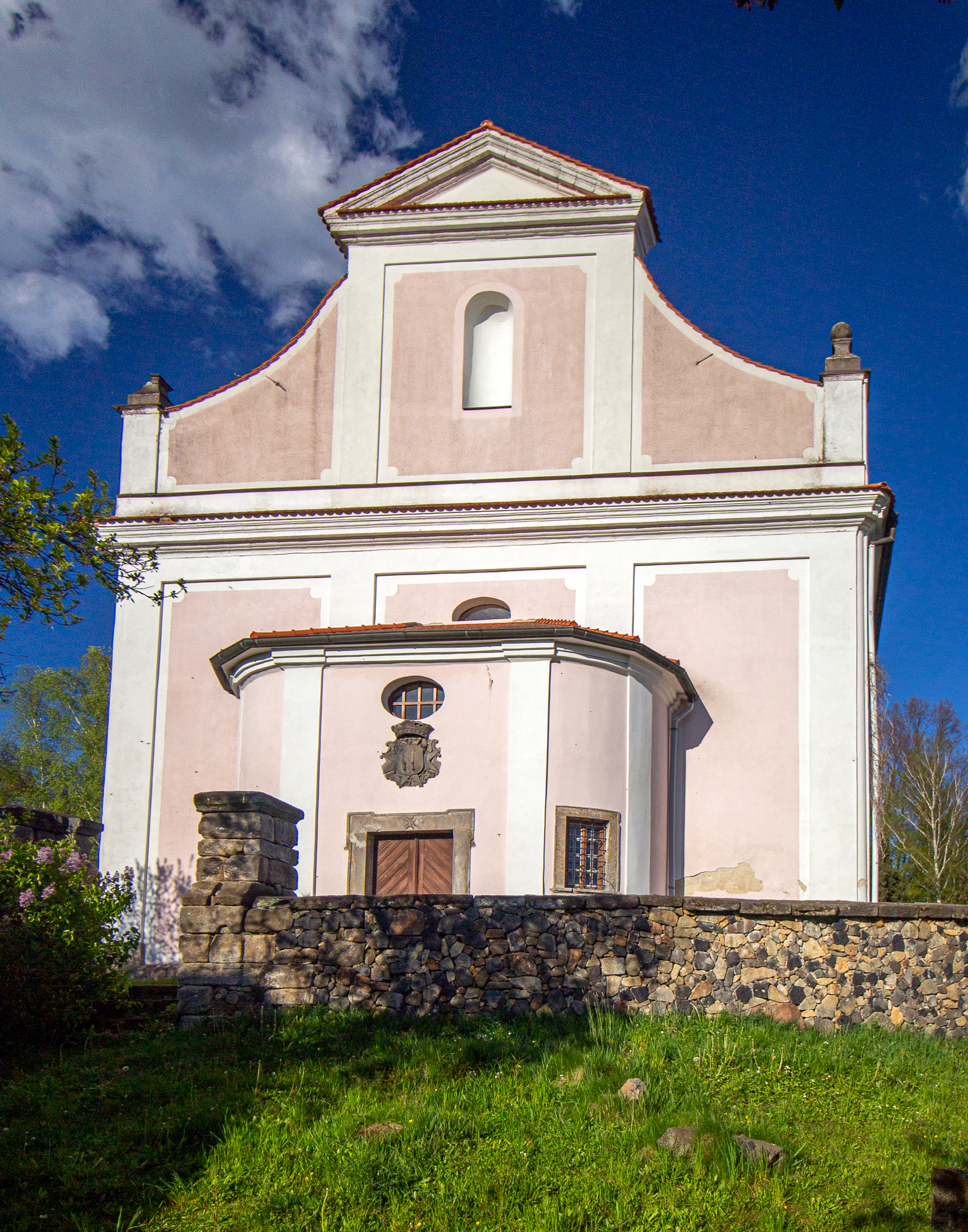
Průčelí kostela s ditrichštejnským znakem

Farnost tehdy náležela k lipskému děkanátu litoměřického arciděkanátu. Podoba tehdejšího kostela není známa, další zmínka o něm je až z roku 1426, kdy byl vypálen husity. Později byl v průběhu 15. století kostel opět obnoven, z uvedené doby zřejmě pochází kostelní věž a sakristie, která měla být přistavěna v roce 1499.

Po roce 1623 nad kostelem převzal patronát Řád maltézských rytířů zároveň se správou zdejší farnosti, obce a místního zámku. Na místě staršího kostela ze 14. století, z něhož zůstala zachována především hranolová věž, byl v roce 1736  postaven barokní kostel. Iniciátorem výstavby nového chrámu byl velkopřevor řádu maltézských rytířů Gundakar Poppo z Ditrichštejna. 

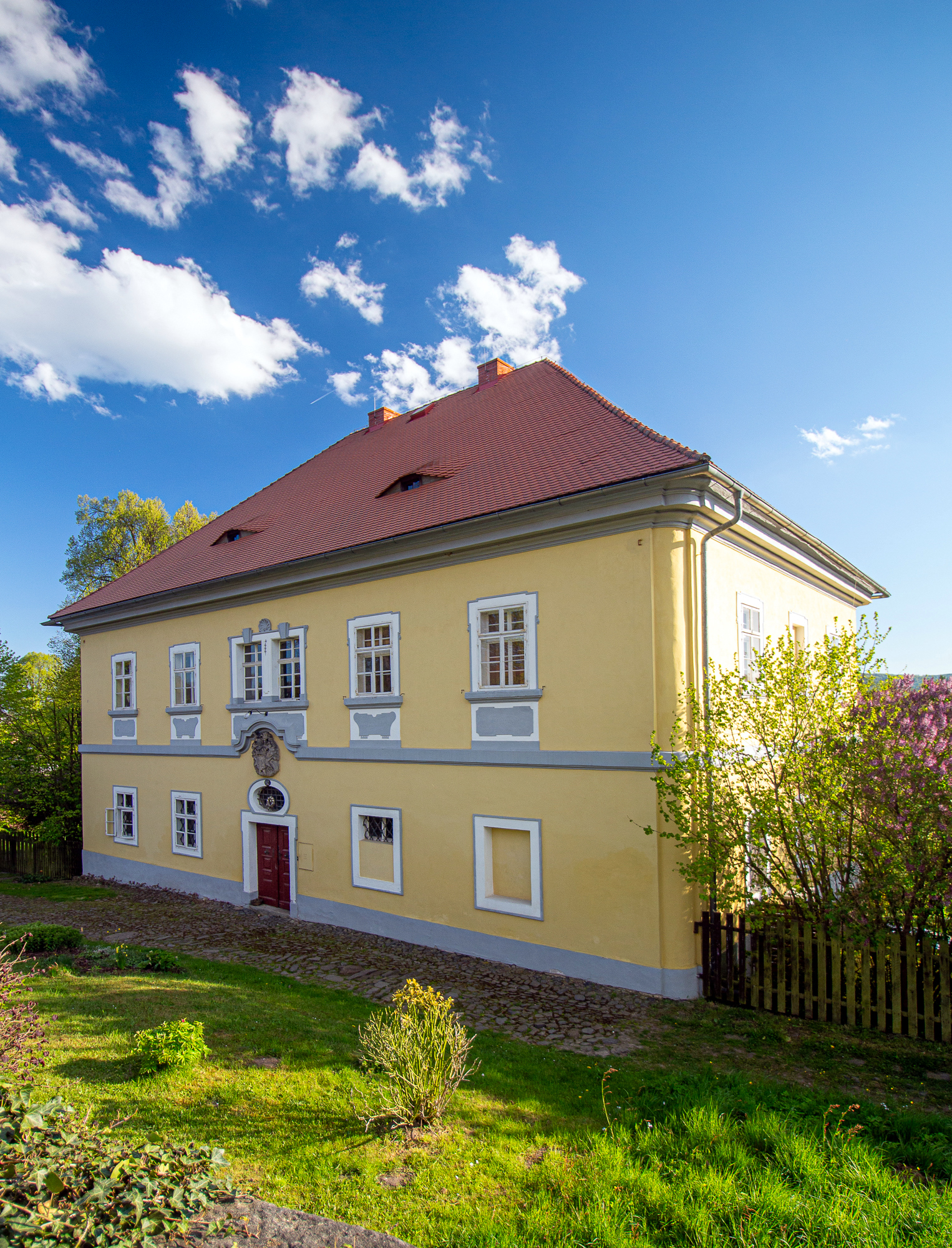
Budova původní fary u kostela

.V letech 1810 až 1812 byl kostel prodloužen o přístavbu předsíně. Patronátní právo Řádu maltézských rytířů ke kostelu trvalo až do roku 1926, v roce 1930 byla správa nad kostelem převedena na diecézi v Litoměřicích.
V roce 1937 byl do hrobky za kostelem uloženy ostatky politika Josefa Vraného, zemřelého 27. března v Monaku.[zdroj?]
Po roce 1945 objekt postupně chátral,  po roce 2000 začala díky iniciativě občanského sdružení Jakub jeho obnova. V roce 2010 byl kostel znovu vysvěcen. Objekt je zapsán v celostátním seznamu kulturních památek pod číslem 35274/5-2971.
V roce 2022 byly v gotické části kostela v přízemí věže, kde kdysi býval presbytář, objeveny fragmenty jak barokmích, tak i vzácných gotických nástěnných maleb. V roce 2024 restaurátoři pokračovali v odkrývání gotických maleb, jejichž vznik lze datovat do druhé poloviny 15. století.
Duchovní správci kostela jsou uvedeni na stránce Římskokatolické farnosti Horní Libchava. Bohoslužby se zde konají každou lichou neděli v 8.30 hodin. Kostel bývá zapojen do akce Noc kostelů.Přilehlá památkově chráněná barokní fara slouží jako ubytovací zařízení.